# Harpocration d'Argos
Pour les articles homonymes, voir Harpocration.
Harpocration d'Argos est un philosophe du moyen platonisme actif à la fin du IIe siècle, élève d'Atticus, et auteur d'un important commentaire de Platon, ainsi que d'un lexique platonicien, tous deux aujourd'hui disparus. Il est cité, entre autres, par Proclus.

## L'auteur
Ses dates de naissance et de mort sont inconnues. Proclus le dit élève d'Atticus, ce qui, vu la chronologie établie pour ce dernier, permet de dater la période d'activité d'Harpocration autour de 180 de notre ère.
Son identification à un philosophe du même nom, connu par une inscription funéraire d'Athènes du IIIe siècle a été proposée, auquel cas il aurait fini sa carrière dans cette ville. 
La souda le dit « confident de César », ce qui inciterait à l'identifier à l'Harpocration grammairien et précepteur du futur empereur Lucius Verus (130-169) cité par l'Histoire Auguste (Verus II 5). Mais cela peut difficilement être soutenu, d'une part pour des raisons de date, et d'autre part car il paraît peu vraisemblable qu'un philosophe platonicien soit employé comme grammairien.

## Œuvres
La souda attribue à Harpocration un commentaire de Platon en 24 livres, et un lexique platonicien en 2 livres. Si tous les deux sont perdus, des fragments ont été cités par des auteurs ultérieurs, et permettent de se faire une idée partielle de la doctrine qu'il professait,.
Harpocration suit son maître Atticus, en ce qu'il considère que le monde a un commencement dans le temps. Sur d'autres points, le rôle du Démiurge, la métempsychose, l'origine du mal, il paraît s'en écarter et se rapprocher de Numénius et Cronius (de).